# 모리 다카아키
모리 타카아키(일본어: 毛利 高謙 もうり たかあき[*])는 에도 시대 후기의 다이묘이다. 분고국 사이키번 12대이자 마지막 번주이다. 관위는 종5위하 이세노카미이다.

## 약력
11대 번주 모리 타카야스의 장남으로 태어났다. 아명은 이와노스케(岩之助)이다.
안세이 원년 (1855년) 10월, 13대 쇼군 도쿠가와 이에사다를 알현했다. 같은 해 12월, 종5위하 이세노카미에 서임되었다. 분큐 2년 (1862년) 12월 9일, 아버지가 병을 이유로 은거하자, 가독을 이었다. 이듬해부터 군비 근대화, 해상방어 강화 등을 했다. 타카아키는 외교에 능통한 인물로, 막부의 명을 받고 에도의 츠쿠다시마 등을 수비하는 한편, 조정의 고메이 천황에게 특산품 화지(和紙)를 바쳐 기맥을 통하게 했다. 게이오 4년 (1868년), 토바ㆍ후시미 전투에서 막부군이 패한 후, 신정부군에게 공순을 맹세했다.
메이지 원년 (1868년) 10월 2일, 토요쿠니 신사 재건을 위해 기와를 헌상했다. 메이지 2년 (1869년), 판적봉환에 의해 지번사가 되고, 메이지 4년 (1871년), 폐번치현에 의해 지번사 직을 그만두게 되었다. 메이지 9년 (1876년) 7월 11일, 37세의 나이로 사망했다. 법호는 온료인(温良院)이다.

## 계보
- 아버지 : 모리 타카야스
- 어머니 : 미상
- 계실 : 美女子 - 호소카와 타츠노리의 딸
- 양자 : 모리 타카노리 - 호소카와 유키자네의 차남